# Lingonen
Die Lingonen (lateinisch Lingones) waren ein keltisches Volk in Gallien und siedelten an der oberen Seine, Marne und Saône, zwischen den Senonen und den Sequanern.

## Geschichte

Das römische Gallien und Germanien um 70 n. Chr.

Die Lingonen unterstützten Gaius Iulius Caesar bei der römischen Eroberung Galliens von 58 bis 51 v. Chr. und waren mit Rom durch einen förmlichen Vertrag verbunden (foederati). Das Gebiet der Lingonen lag im Norden der römischen Provinz Lugdunensis an der Grenze zur Belgica. Später war es der westlichste Teil der Provinz Germania superior.
Im Jahr 9 v. Chr. soll Drusus bei den Lingonen einen Tempel für den Kult des Augustus errichtet haben. Laut Tacitus erhielten alle Lingonen 69 n. Chr. von Otho das römische Bürgerrecht. Kurz darauf schlossen sie sich allerdings unter Führung des Iulius Sabinus dem Bataveraufstand gegen Rom an, wurden nach dessen Scheitern aber begnadigt. Ein Klientenstamm der Lingonen waren die Tricassen an der oberen Seine und Aube.
Hauptort der civitas der Lingonen war Andematunnum (Langres), das bereits in augusteischer Zeit auch Civitas Lingonum oder Lingonae genannt wurde. Ein Teil des Volkes, der zu Beginn des 4. Jahrhunderts v. Chr. nach Italien gezogen war, wohnte in Gallia cisalpina an der Mündung des Po.

## Kulte
Das Stammesheiligtum der Lingonen mit Tempeln und Kulttheater befand sich bei der Stadt Mediolanum (heute: Mâlain; Département Côte-d’Or), wo vor allem der Stammesgott Cicollus (Cicollos) zusammen mit der Göttin Litavis verehrt wurde, aber auch Epona, Sucellus und der gallische Apollo mit Thirona wurden angerufen, wie Inschriften vom Ort zeigen. Das letztere Götterpaar wurde unter den Namen Apollo Borvo und Damona im Heilbad und Quellheiligtum von Bourbonne-les-Bains (Département Haute-Marne) verehrt. Ein drittes größeres lingonisches Heiligtum wurde bei der Stadt Vertillum (heute: Vertault; Département Côte-d’Or) ausgegraben. Im britannischen Ilkley im Westen von Yorkshire wurde ein Altar gefunden, den ein Präfekt der II. Lingonenkohorte der Göttin Verbeia geweiht hatte.

## Römische Auxiliareinheiten
Fünf cohortes Lingonum sind als Bestandteil der römischen Auxiliartruppen in den Provinzen Britannien und Dakien nachgewiesen.
- Cohors I Lingonum
- Cohors II Lingonum
- Cohors III Lingonum
- Cohors IV Lingonum
- Cohors V Lingonum

## Lingonentestament
Als „Lingonentestament“ (französisch „Testament du Lingon“) wird in der Forschung eine (nur handschriftlich überlieferte) Grabinschrift aus der 2. Hälfte des 2. Jahrhunderts n. Chr. bezeichnet, in dem ein Angehöriger der lokalen Oberschicht Regelungen für sein Nachleben traf.